# Anthony Molina (beisbolista)
Anthony José Molina (San Joaquín, Venezuela, 12 de enero de 2002), más conocido como Anthony Molina, es un jugador profesional venezolano de béisbol que se desempeña en la posición de lanzador en Colorado Rockies, equipo de las Grandes Ligas de Béisbol (MLB).

## Carrera
En 2024, Molina hizo su debut en la MLB con el equipo Colorado Rockies, donde lleva jugando una temporada.